# Mustela erminea seclusa
Mustela erminea seclusa es una subespecie de  mamíferos carnívoros  de la familia Mustelidae subfamilia Mustelinae.

## Distribución geográfica
Se encuentra en Alaska.